# 王漸逵
王渐逵（1498年—1558年），字用儀，號鴻山，又號青蘿山人，一號大隐山人，廣東番禺人，明朝政治人物，進士出身。

## 生平
早年師從湛若水。正德十一年（1516年）丙子科廣東鄉試第十九名舉人。正德十二年（1517年）丁丑科會試三百三十一名，登進士第二甲第三十五名。時年二十，刑部观政后，回乡与何氏成婚。十四年（1519年）授官刑部主事，不久告病归乡。家居十二年，嘉靖十四年（1535年）六月以荐起用，十五年復除本部主事，起官未久，復以母老乞歸，嘉靖皇帝认为他是欺诈推避，十六年二月令冠带闲住。曾與倫以訓創立“越山诗社”。卒年六十一。著有《青蘿文集》二十卷。

## 家族
曾祖父王煢立、祖父王珤、父親王傅，號艮菴，弘治丙子乡贡，曾任泰州學正。母梁氏，封太安人。
子王原相，官至湖廣右布政使。